# Neoleucinodes imperialis
Neoleucinodes imperialis là một loài bướm đêm trong họ Crambidae.